# CS Pétange
Club Sportif Pétange – klub piłkarski z siedzibą w Pétange, w południowo-zachodnim Luksemburgu. Ostatnio grał w Éierepromotioun, drugiej lidze piłkarskiej w Luksemburgu. Nazwa klubu pochodzi z języka francuskiego, ale pseudonim klubu Schwaarz Bloe wywodzi się z języka luksemburskiego, co oznacza czarno-niebiescy.

## Historia
Klub został założony w 1910 i grał swój pierwszy sezon w luksemburskiej drugiej lidze, jaki rozegrał, był to sezon 1915/16. Pierwszy sezon skończyli na 3. miejscu, by już w następnym sezonie wygrać ligę. Klub w najwyższej klasie grał dwa sezony przed 1920 rokiem. Klub występował w pierwszej lidze w latach 1946–1950, 1965–1968, 1986/87, 1988/89, 1993–1996, 1998/99, 2004–2008 oraz 2009–2013.
W 1992 Pétange po raz pierwszy dotarł do finału Pucharu Luksemburga, przegrywając 0:1 z Avenir Beggen. W 2005 Pétange zdobył swój jedyny puchar po wygranej 5:0 z FC CeBra 01.
Po zdobyciu Pucharu, Pétange zakwalifikowało się do Pucharu UEFA. Zespół poległ 1:4 z AC Allianssi z Finlandii (1:3 w Finlandii 14 lipca 2005, 1:1 w Luksemburgu 28 lipca).
Pod koniec sezonu 2014/15 klub połączył się z FC Titus Lamadelaine, tworząc Union Titus Pétange, przez co klub oficjalnie zniknął.

## Sukcesy
Puchar Luksemburga
- Zdobywca: 2004/05
- Finał: 1991/92

## Europejskie puchary
Legenda do wszystkich tabel:
- Q – runda eliminacyjna, 1/16, 1/8, 1/4, 1/2 – odpowiednia faza rozgrywek, Grupa – runda grupowa, 1r gr – pierwsza runda grupowa, 2r gr – druga runda grupowa, F – finał, R – runda, PO – play-off
- k. – rzuty karne, los. – losowanie, Dogr. – dogrywka, w. – zasada bramek strzelonych na wyjeździe

| Sezon   | Rozgrywki   | Runda | Klub         | Dom | Wyjazd | Ogólnie |
| ------- | ----------- | ----- | ------------ | --- | ------ | ------- |
| 2005/06 | Puchar UEFA | 1Q    | AC Allianssi | 1–1 | 0–3    | 1–4     |

## Trenerzy
- Manuel Peixoto (Lipiec 2004 – Lipiec 2007)
- Florim Alijaj (Wrzesień 2007 – Czerwiec 2008)
- Carlo Weis (Lipiec 2008 – Listopad 2011)
- Michel Leflochmoan (Listopad 2011 – Czerwiec 2012)
- Michel Renquin (Czerwiec 2012– Sierpień 2012)
- Paulo Gomes (Październik 2012 – Czerwiec 2015)